# Марлборо (Њујорк)
Марлборо (енгл. Marlboro) насељено је место без административног статуса у америчкој савезној држави Њујорк.

## Демографија
По попису из 2010. године број становника је 3.669, што је 1.33 (56,9%) становника више него 2000. године.
| Група             | 2000.         | 2010.         |
| Белци             | 2.152 (92,0%) | 3.146 (85,7%) |
| Афроамериканци    | 43 (1,8%)     | 137 (3,7%)    |
| Азијати           | 8 (0,3%)      | 37 (1,0%)     |
| Хиспаноамериканци | 116 (5,0%)    | 294 (8,0%)    |
| Укупно            | 2.339         | 3.669         |